# EM i håndbold 2004 (mænd)
Europamesterskabet i håndbold for herrer i 2004 var det sjette EM i håndbold for mænd, og slutrunden blev afholdt i Slovenien i perioden 22. januar – 1. februar 2004. Slovenien var EM-værtsland for første gang.
Mesterskabet blev for første gang vundet af Tyskland, som i finalen besejrede værtslandet Slovenien med 30-25. Det var den bedste slovenske EM-placering – indtil da havde slovenerne en 5.-plads fra EM 2000 som bedste resultat. Bronzemedaljerne gik for andet EM i træk til Danmark, som vandt over verdensmestrene Kroatien i bronzekampen.
Sveriges forsvarende europamestre kunne ikke gentage triumfen fra EM 2002 på hjemmebane og sluttede skuffende på 7.-pladsen.

## Slutrunde

### Indledende runde
De 16 deltagende lande spillede først en indledende runde med 4 grupper á 4 hold. De tre bedste hold fra hver gruppe gik videre til hovedrunden om placeringerne 1-12.
| Dato  | Kamp              | Res.  |
| ----- | ----------------- | ----- |
| 22.1. | Sverige - Ukraine | 31-25 |
| 22.1. | Rusland - Schweiz | 28-20 |
| 24.1. | Schweiz - Sverige | 24-35 |
| 24.1. | Ukraine - Rusland | 27-29 |
| 25.1. | Sverige - Rusland | 27-30 |
| 25.1. | Ukraine - Schweiz | 22-25 |

| Gruppe A | Kampe | Mål   | Point |
| -------- | ----- | ----- | ----- |
| Rusland  | 3     | 87-74 | 6     |
| Sverige  | 3     | 93-79 | 4     |
| Schweiz  | 3     | 69-85 | 2     |
| Ukraine  | 3     | 74-85 | 0     |

| Dato  | Kamp                | Res.  |
| ----- | ------------------- | ----- |
| 22.1. | Danmark - Portugal  | 36-32 |
| 22.1. | Spanien - Kroatien  | 29-30 |
| 24.1. | Kroatien - Danmark  | 26-25 |
| 24.1. | Portugal - Spanien  | 27-33 |
| 25.1. | Danmark - Spanien   | 24-20 |
| 25.1. | Portugal - Kroatien | 32-32 |

| Gruppe B | Kampe | Mål     | Point |
| -------- | ----- | ------- | ----- |
| Kroatien | 3     | 88-86   | 5     |
| Danmark  | 3     | 85-78   | 4     |
| Spanien  | 3     | 82-81   | 2     |
| Portugal | 3     | 091-101 | 1     |

| Dato  | Kamp                 | Res.  |
| ----- | -------------------- | ----- |
| 22.1. | Island - Slovenien   | 28-34 |
| 22.1. | Tjekkiet - Ungarn    | 25-30 |
| 23.1. | Ungarn - Island      | 32-29 |
| 23.1. | Slovenien - Tjekkiet | 37-33 |
| 25.1. | Island - Tjekkiet    | 30-30 |
| 25.1. | Slovenien - Ungarn   | 29-29 |

| Gruppe C  | Kampe | Mål     | Point |
| --------- | ----- | ------- | ----- |
| Slovenien | 3     | 100-900 | 5     |
| Ungarn    | 3     | 91-83   | 5     |
| Tjekkiet  | 3     | 88-97   | 1     |
| Island    | 3     | 87-96   | 1     |

| Dato  | Kamp                       | Res.  |
| ----- | -------------------------- | ----- |
| 22.1. | Tyskland - Serbien & Mont. | 26-28 |
| 22.1. | Frankrig - Polen           | 29-25 |
| 23.1. | Polen - Tyskland           | 32-41 |
| 23.1. | Serbien & Mont. - Frankrig | 20-23 |
| 25.1. | Tyskland - Frankrig        | 29-29 |
| 25.1. | Serbien & Mont. - Polen    | 38-29 |

| Gruppe D      | Kampe | Mål     | Point |
| ------------- | ----- | ------- | ----- |
| Frankrig      | 3     | 81-74   | 5     |
| Serbien-Mont. | 3     | 86-78   | 4     |
| Tyskland      | 3     | 96-89   | 3     |
| Polen         | 3     | 086-108 | 0     |

### Hovedrunde
De tre bedste fra hver indledende gruppe gik videre til hovedrunden, hvor holdene fra gruppe A og B samledes i gruppe I, mens holdene fra gruppe C og D samledes i gruppe II. Resultaterne fra indbyrdes kampe mellem hold fra samme indledende gruppe blev ført med over til hovedrunden. De to bedste hold i hver gruppe gik videre til semifinalerne, mens treerne og firerne gik videre til kampene om 5.- og 7.-pladsen.
| Dato  | Kamp               | Res.  |
| ----- | ------------------ | ----- |
| 27.1. | Rusland - Danmark  | 31-36 |
| 27.1. | Kroatien - Sverige | 28-26 |
| 27.1. | Schweiz - Spanien  | 24-26 |
| 28.1. | Rusland - Spanien  | 36-30 |
| 28.1. | Kroatien - Schweiz | 30-27 |
| 28.1. | Sverige - Danmark  | 28-34 |
| 29.1. | Spanien - Sverige  | 28-29 |
| 29.1. | Danmark - Schweiz  | 34-20 |
| 29.1. | Rusland - Kroatien | 24-24 |

| Gruppe I | Kampe | Mål     | Point |
| -------- | ----- | ------- | ----- |
| Kroatien | 5     | 138-131 | 9     |
| Danmark  | 5     | 153-125 | 8     |
| Rusland  | 5     | 149-137 | 7     |
| Sverige  | 5     | 145-144 | 4     |
| Spanien  | 5     | 133-143 | 2     |
| Schweiz  | 5     | 115-153 | 0     |

| Dato  | Kamp                        | Res.  |
| ----- | --------------------------- | ----- |
| 27.1. | Slovenien - Serbien & Mont. | 22-20 |
| 27.1. | Frankrig - Ungarn           | 29-21 |
| 27.1. | Tjekkiet - Tyskland         | 27-37 |
| 28.1. | Slovenien - Tyskland        | 24-31 |
| 28.1. | Frankrig - Tjekkiet         | 31-32 |
| 28.1. | Ungarn - Serbien & Mont.    | 29-29 |
| 29.1. | Tyskland - Ungarn           | 28-23 |
| 29.1. | Serbien & Mont. - Tjekkiet  | 37-30 |
| 29.1. | Slovenien - Frankrig        | 27-22 |

| Gruppe II     | Kampe | Mål     | Point |
| ------------- | ----- | ------- | ----- |
| Tyskland      | 5     | 151-131 | 7     |
| Slovenien     | 5     | 144-135 | 7     |
| Frankrig      | 5     | 134-129 | 5     |
| Serbien-Mont. | 5     | 134-135 | 5     |
| Ungarn        | 5     | 132-140 | 4     |
| Tjekkiet      | 5     | 147-172 | 2     |

### Slutspil
Slutspilskampene blev spillet i Ljubljana.
| Dato              | Kamp                      | Res.  |
| ----------------- | ------------------------- | ----- |
| Kamp om 7.pladsen |                           |       |
| 31.1.             | Sverige - Serbien & Mont. | 35-34 |
| Kamp om 5.pladsen |                           |       |
| 1.2.              | Rusland - Frankrig        | 28-26 |
| Semifinaler       |                           |       |
| 31.1.             | Kroatien - Slovenien      | 25-27 |
| 31.1.             | Danmark - Tyskland        | 20-22 |
| Bronzekamp        |                           |       |
| 1.2.              | Kroatien - Danmark        | 27-31 |
| Finale            |                           |       |
| 1.2.              | Slovenien - Tyskland      | 25-30 |

## Rangering
| EM 2004 | EM 2004       |
| ------- | ------------- |
| Guld    | Tyskland      |
| Sølv    | Slovenien     |
| Bronze  | Danmark       |
| 4.      | Kroatien      |
| 5.      | Rusland       |
| 6.      | Frankrig      |
| 7.      | Sverige       |
| 8.      | Serbien-Mont. |

| EM 2004 | EM 2004  |
| ------- | -------- |
| 9.      | Ungarn   |
| 10.     | Spanien  |
| 11.     | Tjekkiet |
| 12.     | Schweiz  |
| 13.     | Island   |
| 14.     | Portugal |
| 15.     | Ukraine  |
| 16.     | Polen    |

## Medaljevindere
| Guld | Sølv | Bronze |
| --- | --- | --- |
| Tyskland | Slovenien | Danmark |
| Henning Fritz Pascal Hens Mark Dragunski Jan-Olaf Immel Christian Schwarzer Klaus-Dieter Petersen Volker Zerbe Christian Ramota Markus Baur Christian Zeitz Torsten Jansen Heiko Grimm Daniel Stephan Florian Kehrmann Christian Schöne Steffen Weber Carsten Lichtlein | Dusan Podpecan Ognjen Backovic Renato Vugrinec Zoran Jovicic Andrej Kastelic Vid Kavticnik Branko Bedekovic Roman Pungartnik Gorazd Skof Tomaz Tomsic Ivan Simonovic Ales Pajovic Bostjan Ficko Uros Zorman Zoran Lubej | Kasper Hvidt Morten Bjerre Kasper Nielsen Klavs Bruun Jørgensen Torsten Laen Lars Jørgensen Jesper Jensen Lars Christiansen Joachim Boldsen Boris Schnuchel Michael Bruun Michael V. Knudsen Claus Møller Jakobsen Søren Stryger Christian Hjermind Lars Krogh Jeppesen |